# Speaking Parts
Pour plus de détails, voir Fiche technique et Distribution.
Speaking Parts est un film canadien réalisé par Atom Egoyan, sorti en 1989.

## Fiche technique
- Titre français : Speaking Parts
- Réalisation : Atom Egoyan
- Scénario : Atom Egoyan
- Musique : Mychael Danna
- Pays d'origine : Canada
- Format : Couleurs - 35 mm - Mono
- Genre : drame
- Durée : 93 minutes
- Date de sortie : 1989

## Distribution
- Michael McManus : Lance
- Arsinée Khanjian : Lisa
- Gabrielle Rose : Clara
- Tony Nardi : Eddy
- David Hemblen : le producteur
- Patricia Collins : la concierge
- Gerard Parkes : la père
- Jacqueline Samuda : la mariée